# Arbutus pavarii
Arbutus pavarii és una espècie de planta del gènere Arbutus de la família de la família de les ericàcies (Ericaceae). Només creix a Líbia.

## Descripció
Arbutus pavarii és un arbust o arbre petit de perennifoli amb una alçada d'1,5 a 3 m (a vegades fins a 6 m). El tronc i les branques tenen l'escorça esquerdada i de color marró vermellós que es desfà a trossos petits. Les branques joves tenen pèls glandulars i eriçats. Les fulles són coriàcies, brillants a la part superior, ovades, obovades o oblongues i lanceolades, punxegudes i de 4 a 11 cm de llarg i 1,5 a 4 cm d'amplada. El limbe foliar és gairebé sencera a finament serrada. El pecíol fa de 4 a 10 mm de llarg.
Les inflorescències són panícules terminals i caigudes. Les flors individuals es troben a l'axil·la d'una bràctea i tenen una tija de 2 a 3 mm de llarg. El sèpal fa aproximadament 1 mm de llargada és glabre i té cinc lòbuls triangulars i ovoides. La corol·la està fusionada i és de color blanc cremós a rosat, en forma de càntir, d'uns 8 mm de llarg, amb cinc lòbuls doblegats que només fan de 0,7 a 1 mm de llarg. El fruit és esfèric amb un diàmetre de 15 a 20 mm, carnós, amb un principi de color groc o ataronjat, després carmesí o escarlata profund, superfície irregularment berrugosa i moltes llavors a cada compartiment. Les llavors fan 3,5 × 2 mm, tenen forma de pera, amb una superfície marró i estriada.
Arbutus pavarii floreix des de finals d'octubre fins a febrer. El fruit triga vuit mesos a madurar.

## Distribució
Arbutus pavarii és endèmic de la serralada al-Jabal al-Achdar a Cirenaica (Líbia), que es troba a altituds entre 150 i 550 metres i en regions amb més de 350 mm de precipitació anual. Creix amb alta estabilitat en màquies com a espècie de caràcter de la seva pròpia Aasociació fitosociològica, el Junipero-Arbutetum pavarii, juntament amb l'arçot (Rhamnus lycioides subsp. oleoides), la savina comuna (Juniperus phoenicea var. turbinata), el llentiscle (Pistacia lentiscus), l'ullastre (Olea europaea var. sylvestris), l'arítjol (Smilax aspera), l'aladern de fulla ampla (Phillyrea latifolia), l'esparreguera punxosa (Asparagus aphyllus), el garrofer (Ceratonia siliqua), Viola scorpiuroides, l'argelaga pilosa (Calicotome renainum), Arum cyrenaicum, Cyclamen rohlfsianum i altres espècies. Aquesta espècie d'arboç es troba als boscos de garrics (Quercus coccifera) i de xiprers (Cupressus sempervirens).
A la Llista Vermella d'Espècies Amenaçades de la UICN, Arbutus pavarii està classificat com a vulnerable a causa de la seva petita àrea de distribució, la seva ubicació climàtica remota i les influències humanes (ús de fusta, expansió de l'agricultura, urbanització, pasturatge excessiu).

## Ús
Arbutus pavarii produeix una apreciada mel anomenada "Ashmari", que també s'utilitza amb finalitats medicinals. Els fruits tenen un gust una mica suau, però es poden gaudir fresques o fetes en melmelada. La llenya s'utilitza per al foc i com a carbó.